# Bunika
Bunika (lat. Hyoscyamus) je rod otrovnih zeljastih biljaka iz porodice pomoćnica (krumpirovke). Na popisu je preko 30 vrsta. Poznatije su crna bunika i bijela bunika.
Crna bunika je visoke 30 do 60 cm, neugodna mirisa, sa stabljikom obraslom mekim dlakama. Listovi su jajasti, mutnozeleni, s nepravilno narezanim rubovima. I crna i bijela bunika vole tlo bogato dušikom, i često je se nalazi po smetlištima, uz ceste i po nasipima. Bunika često raste u blizini kužnjaka, i obje su izuzetnio opasne i može izazvati smrt (izaziva egzaltacije, halucinacije i delirij). Zbog svoje otrovnosti u tradicijskoj medicini više se ne koristi jer joj otrovnost varira ovisno o staništu; sastojci su joj skopolamin, hiosciamin, atropin, kolin i drugo.

## Priznate vrste
1. Hyoscyamus afghanicus Pojark.
2. Hyoscyamus albus L.
3. Hyoscyamus arachnoideus Pojark.
4. Hyoscyamus aureus L.
5. Hyoscyamus bornmulleri Khat.
6. Hyoscyamus boveanus (Dunal) Asch. & Schweinf.
7. Hyoscyamus coelesyriacus Bornm.
8. Hyoscyamus desertorum (Asch. ex Boiss.) Täckh.
9. Hyoscyamus flaccidus C. Wright
10. Hyoscyamus gallagheri A. G. Mill. & Biagi
11. Hyoscyamus grandiflorus Franch.
12. Hyoscyamus insanus Stocks
13. Hyoscyamus kotschyanus Pojark.
14. Hyoscyamus kurdicus Bornm.
15. Hyoscyamus leptocalyx Stapf
16. Hyoscyamus leucanthera Bornm. & Gauba
17. Hyoscyamus longepedunculatus Towns.
18. Hyoscyamus malekianus Parsa
19. Hyoscyamus multicaulis Rech. fil. & Edelb.
20. Hyoscyamus muticus L.
21. Hyoscyamus niger L.
22. Hyoscyamus nutans Schönb.-Tem.
23. Hyoscyamus orthocarpus Schönb.-Tem.
24. Hyoscyamus pojarkovae Schönb.-Tem.
25. Hyoscyamus pusillus L.
26. Hyoscyamus reticulatus L.
27. Hyoscyamus rosularis Schönb.-Tem.
28. Hyoscyamus senecionis Willd.
29. Hyoscyamus squarrosus Griff.
30. Hyoscyamus tenuicaulis Schönb.-Tem.
31. Hyoscyamus tibesticus Maire
32. Hyoscyamus turcomanicus Pojark.